# Griswoldia meikleae
Griswoldia meikleae là một loài nhện trong họ Zoropsidae.
Loài này thuộc chi Griswoldia. Griswoldia meikleae được Charles E. Griswold miêu tả năm 1991.